# Stadspartij Den Helder

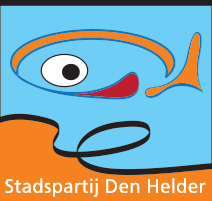
Voormalig logo (?-2024)

De Stadspartij Den Helder (doorgaans de Stadspartij genoemd) is een lokale politieke partij in de Nederlandse gemeente Den Helder (provincie Noord-Holland). De partij werd op 15 juni 1998 opgericht door Koos van Dongen, Remmert Koster, Mirjam Don, Willem Sloot en Harrie van Dongen.

## Historie
De partij haalde tijdens de gemeenteraadsverkiezingen van 2002 drie zetels bij de verkiezingen van 2006 twee zetels. Na een afscheiding in 2007 bleven ze met één zetel vertegenwoordigd in de gemeenteraad. Na de verkiezingen van maart 2010 was de partij met drie zetels vertegenwoordigd, maar door enkele in oktober 2011 overgestapte raadsleden had de partij daarna zes zetels. In mei 2013 werden drie raadsleden uit de fractie en partij gezet, zo bleven er drie zetels over.

### College-deelname
Bij de gemeenteraadsverkiezingen in 2014 behaalde de partij elf zetels en werd daarmee de grootste partij in de gemeenteraad van Den Helder. De partij leverde vervolgens drie wethouders: Pieter Kos, Jacqueline van Dongen en Geurt Visser. Nadat Visser in opspraak kwam vanwege 'onwelvoeglijk gedrag' werd hij door de gemeenteraad ontslagen. Op 14 oktober 2015 werden vijf raadsleden uit de partij gezet wegens 'stemmingmakerij en het in diskrediet brengen van de Stadspartij'.
Bij de verkiezingen in 2018 was het resultaat twee zetels. Pieter Kos werd weer wethouder toen de partij deelnam aan een groot college met Beter voor Den Helder, Christen-Democratisch Appèl, Volkspartij voor Vrijheid en Democratie, Seniorenpartij, ChristenUnie en Partij van de Arbeid. De Seniorenpartij verliet in 2020 vroegtijdig deze coalitie. In 2022 haalde de Stadspartij wederom twee zetels waarna het weer in de coalitie kwam. In 2024 werd wethouder Pieter Kos vervangen door wethouder Niels Nanning.
In maart 2025 stapte Harrie van Dongen over van de Stadspartij naar Samen Actief waardoor het aantal raadszetels van de Stadspartij halveerde.

## Resultaten
De Stadspartij Den Helder heeft de de onderstaande resultaten behaald tijdens de Gemeenteraadsverkiezingen in de gemeente Den Helder.
| Verkiezing    | Stemmen | Percentage | Zetels |
| ------------- | ------- | ---------- | ------ |
| 6 maart 2002  | -       | -          | 3      |
| 7 maart 2006  | 1.477   | 6,71%      | 2      |
| 3 maart 2010  | 1.794   | 8,69%      | 3      |
| 19 maart 2014 | 7.028   | 32,64%     | 11     |
| 21 maart 2018 | 1.484   | 6,81%      | 2      |
| 16 maart 2022 | 1.289   | 6,37%      | 2      |

## Samenstelling

### 2022-2026
De Stadspartij Den Helder heeft in de periode 2022-2026 twee zetels in de gemeenteraad.
| Naam                      | Rol               | Reguliere raadscommissies     | Overige commissies                                                                                 |
| ------------------------- | ----------------- | ----------------------------- | -------------------------------------------------------------------------------------------------- |
| Jelmar Blijleven          | Commissielid      | Maatschappelijke Ontwikkeling | -                                                                                                  |
| Harrie van Dongen         | Raadslid          | Bestuur en Middelen           | Regionale Raadscommissie Noordkop, Werkgeverscommissie, Commissie Klankbordgesprekken Burgemeester |
| Nadine Gatowinas          | Raadslid          | Stadsontwikkeling en Beheer   | Regionale Raadscommissie Noordkop                                                                  |
| Jellie Gatowinas-Blomberg | Commissielid      | Maatschappelijke Ontwikkeling | -                                                                                                  |
| Christiaan Heuvelman      | Commissielid      | Bestuur en Middelen           | -                                                                                                  |
| Joël van der Kraan        | Commissielid      | Stadsontwikkeling en Beheer   | -                                                                                                  |
| Marja Mulder              | Fractie-assistent | -                             | -                                                                                                  |

### 2018-2022
De Stadspartij Den Helder had in de periode 2018-2022 twee zetels in de gemeenteraad.
| Naam              | Rol      | Reguliere raadscommissies | Overige commissies |
| ----------------- | -------- | ------------------------- | ------------------ |
| Harrie van Dongen | Raadslid |                           |                    |
| Suzanne Wisgerhof | Raadslid |                           |                    |